# Покоління генів
«Покоління генів» — науково-фантастичний бойовик у жанрі біопанк 2007 року Режисером фільму виступив Перрі Реджинальд Тео.

## Про фільм
Мішель — вбивця, яка бореться з ДНК-хакерами, особами, котрі використовують навички для отримання несанкціонованого доступу до тіл людей із летальним результатом.
Окрім особистої боротьби з демонами минулого, Мішель також несе відповідальність за те, щоб її молодший брат Джекі не став жертвою якоїсь біди. На жаль, Джекі виявляється втягнутим у пограбування. Це штовхає його в темний світ підпільних промислів — який включає ДНК-хакерів, лихварів і бандитські бійки.
Незважаючи на зусилля Мішель утримати його від таких пригод, бажання Джекі веде його глибше в небезпечний світ. Разом з тим, Мішель завжди хотіла мирного існування подалі від міста.
Оскільки брат й сестра мають справу з численними труднощами, включаючи перестрілки, вони повинні прокладати свій шлях через аморальний світ, зберігаючи надію — що любов може перемогти всіх і що родинні зв'язки непорушні.

## Знімались
| Актор              | Роль      |
| ------------------ | --------- |
| Бай Лін            | Мішель    |
| Алек Ньюман        | Крістіан  |
| Паррі Шен          | Джекі     |
| Фей Данавей        | Жозефіна  |
| Ітан Кон           | Маус      |
| Роберт Девід Голл  | Абрагам   |
| Майкл Шеймус Вайлз | Солемн    |
| Деніел Закапа      | Ренделл   |
| Джефф Імада        | боєць     |
| Нільс Аллен Стюарт | охоронець |
| Марко Хан          | охоронець |
| Том Чой            | батько    |
| Нік Тейт           | доктор    |